# Christopher Hornsrud
Christopher Andersen Hornsrud (15. november 1859 – 12. december 1960) var en norsk politiker for Arbeiderpartiet. Han var leder af Arbeiderpartiet fra 1903 til 1906 og blev medlem af Stortinget i 1912. I 1928 blev han den første norske statsminister fra Arbeiderpartiet, men regeringen havde et svagt parlamentarisk grundlag og holdt kun tre uger fra januar til februar. Han kombinerede posten som statsminister med finansminister. Efter tilbagetrædelsen blev han vicepræsident for Stortinget, en position han holdt til 1934.
Hornsrud var født i Skotselv, Øvre Eiker, og døde i Oslo.